# Neil Bruce
Neil Bruce (ou Nigel de Brus), né vers 1279 et mort en septembre 1306, est le fils de Robert de Bruce (comte de Carrick) et Margaret de Carrick. Il est un des frères du roi d'Écosse Robert Ier, dont il soutient les prétentions au trône lors de la Première guerre d’indépendance écossaise, ce qui conduit à son exécution par les Anglais.
Neil, réfugié au château de Kildrummy, est assiégé par les Anglais en août 1306. Il parvient cependant à ralentir les Anglais, ce qui permet à sa sœur Christina Bruce, à sa belle-sœur la reine Élisabeth de Bourg, à sa nièce Marjorie Bruce et à la comtesse Isabelle de Fife de s'enfuir. Capturé par les Anglais, il est transféré à Berwick-upon-Tweed où il est exécuté par hanged, drawn and quartered peu après.